# Llista de monuments del Baix Maestrat
Llista de monuments del Baix Maestrat inscrits en l'Inventari General del Patrimoni Cultural Valencià per la comarca del Baix Maestrat.
S'inclouen els monuments declarats com a Béns d'Interés Cultural (BIC), classificats com a béns immobles sota la categoria de monuments (realitzacions arquitectòniques o d'enginyeria, i obres d'escultura colossal), i els monuments declarats com a Béns immobles de rellevància local (BRL). Estan inscrits en l'Inventari General del Patrimoni Cultural Valencià, en les seccions 1a i 2a respectivament.

## Alcalà de Xivert
| Monument                                                            | Prot.? | Estil/època                                                     | Localització                                             | Coordenades                                                    | Codi?              | Imatge |
| ------------------------------------------------------------------- | ------ | --------------------------------------------------------------- | -------------------------------------------------------- | -------------------------------------------------------------- | ------------------ | --- |
| Castell Templari                                                    | BIC    | Arquitectura Islàmica - Arquitectura medieval S.X; S.XI; S.XIII | Alcalà de Xivert Serra d'Irta                            | 40° 18′ 28″ N, 0° 15′ 18″ E / 40.307778°N,0.255°E              | RI-51-0010691      | Castell Templari (Alcalà de Xivert) · Vegeu més fotos d'aquest monument · Carregueu una nova foto d'aquest monument                                           |
| Església parroquial de Sant Joan Baptista i Torre Campanar          | BIC    | Barroc S.XVIII                                                  | Alcalà de Xivert                                         | 40° 18′ 15″ N, 0° 13′ 32″ E / 40.304167°N,0.225556°E           | RI-51-0012137      | Església parroquial de Sant Joan Baptista i Torre Campanar (Alcalà de Xivert) · Vegeu més fotos d'aquest monument · Carregueu una nova foto d'aquest monument |
| Torre de Capicorb                                                   | BIC    | Arquitectura medieval                                           | Alcalà de Xivert Proper a Capicorb                       | 40° 12′ 33″ N, 0° 15′ 37″ E / 40.209246°N,0.260189°E           | RI-51-0010694      | Torre de Capicorb (Alcalà de Xivert) · Vegeu més fotos d'aquest monument · Carregueu una nova foto d'aquest monument                                          |
| Torre Ebrí                                                          | BIC    | S.XVI                                                           | Alcalà de Xivert Serra d'Irta                            | 40° 16′ 48″ N, 0° 16′ 58″ E / 40.280028°N,0.282842°E           | RI-51-0010692      | Torre Ebrí (Alcalà de Xivert) · Vegeu més fotos d'aquest monument · Carregueu una nova foto d'aquest monument                                                 |
| Ermita de Santa Llúcia i Sant Benet                                 | BIC    | S.XVII                                                          | Alcalà de Xivert Lloc de Sant Benet                      | 40° 15′ 40″ N, 0° 15′ 59″ E / 40.260989°N,0.266483°E           | 12.03.004-006      | Ermita de Santa Llúcia i Sant Benet (Alcalà de Xivert) · Vegeu més fotos d'aquest monument · Carregueu una nova foto d'aquest monument                        |
| Ermita de la Verge dels Desemparats                                 | BRL    | S.XVIII (1709); S.XIX (1863) ampliació                          | Alcalà de Xivert C. Desemparats                          | 40° 18′ 16″ N, 0° 13′ 29″ E / 40.304411°N,0.224631°E           | 12.03.004-004      | Ermita de la Verge dels Desemparats (Alcalà de Xivert) · Vegeu més fotos d'aquest monument · Carregueu una nova foto d'aquest monument                        |
| Ermita de Sant Antoni de Pàdua, o Ermita de Cap i Corp              | BRL    |                                                                 | Alcalà de Xivert Partida de Capicorb, Alcossebre         | 40° 12′ 28″ N, 0° 15′ 32″ E / 40.207778°N,0.258947°E           | 12.03.004-009      | Ermita de Sant Antoni de Pàdua (Alcalà de Xivert) · Vegeu més fotos d'aquest monument · Carregueu una nova foto d'aquest monument                             |
| Ermita del Calvari                                                  | BRL    | S.XVIII                                                         | Alcalà de Xivert Partida de la Coma, vora la ctra. N-340 | 40° 17′ 52″ N, 0° 13′ 51″ E / 40.297719°N,0.230761°E           | 12.03.004-002      | Ermita del Calvari (Alcalà de Xivert) · Vegeu més fotos d'aquest monument · Carregueu una nova foto d'aquest monument                                         |
| Església parroquial de Sant Cristòfol                               | BRL    | S.XX                                                            | Alcalà de Xivert C. Sant Josep, Alcossebre               | 40° 14′ 42″ N, 0° 16′ 33″ O / 40.2450138889°N,0.275972222222°O | 12.03.004-008      | Carregueu una nova foto d'aquest monument |
| Retaule Ceràmic de la Mare de Déu de la Poma                        | BRL    | Fi del S.XIX                                                    | Alcalà de Xivert Carrer de la Poma 23                    | 40° 18′ 18″ N, 0° 13′ 31″ O / 40.304945°N,0.22517111°O         | 12.004-9999-000023 | Retaule Ceràmic de la Mare de Déu de la Poma · Modifica el valor a Wikidata · Carregueu una nova foto d'aquest monument                                       |
| Retaule Ceràmic de la Mare de Déu dels Dolors, Plaça Justo Zaragoza | BRL    | circa 1800                                                      | Alcalà de Xivert Plaça Justo Zaragoza, 19                | 40° 18′ 21″ N, 0° 13′ 33″ O / 40.30592889°N,0.225735°O         | 12.004-9999-000010 | Retaule Ceràmic de la Mare dels Dolors, Plaça Justo Zaragoza · Modifica el valor a Wikidata · Carregueu una nova foto d'aquest monument                       |

## Benicarló
| Monument                                                               | Prot.? | Estil/època                | Localització                    | Coordenades                                            | Codi?         | Imatge |
| ---------------------------------------------------------------------- | ------ | -------------------------- | ------------------------------- | ------------------------------------------------------ | ------------- | --- |
| Casa del Marqués de Benicarló                                          | BIC    |                            | Benicarló C. Sant Joaquim       | 40° 25′ 07″ N, 0° 25′ 29″ E / 40.41865°N,0.4246°E      | RI-51-0012141 | Casa del Marqués de Benicarló · Vegeu més fotos d'aquest monument · Carregueu una nova foto d'aquest monument                    |
| Antic Convent de Sant Francesc                                         | BIC    | Barroc S.XVI-XVIII         | Benicarló C. Sant Francesc      | 40° 25′ 12″ N, 0° 25′ 13″ E / 40.420122°N,0.420339°E   | RI-51-0012140 | Antic Convent de Sant Francesc (Benicarló) · Vegeu més fotos d'aquest monument · Carregueu una nova foto d'aquest monument       |
| Muralles de Benicarló                                                  | BIC    |                            | Benicarló                       | 40° 25′ 07″ N, 0° 25′ 23″ E / 40.4187371°N,0.4231418°E | 12.03.027-010 | Carregueu una nova foto d'aquest monument                                                                                        |
| Torre dels Màrtirs                                                     | BIC    |                            | Benicarló Puig de la Nau        | 40° 28′ 29″ N, 0° 24′ 30″ E / 40.474635°N,0.408443°E   | 12.03.027-011 | Torre dels Màrtirs (Benicarló) · Modifica el valor a Wikidata · Carregueu una nova foto d'aquest monument                        |
| Ermita de Sant Gregori                                                 | BRL    | S.XVII (ca 1677)           | Benicarló Partida de Sota       | 40° 24′ 56″ N, 0° 23′ 40″ E / 40.415672°N,0.394583°E   | 12.03.027-002 | Ermita de Sant Gregori (Benicarló) · Vegeu més fotos d'aquest monument · Carregueu una nova foto d'aquest monument               |
| Església parroquial de Sant Bartomeu                                   | BRL    | Barroc S.XVIII (1724-1743) | Benicarló Pl. de Sant Bartomeu  | 40° 25′ 07″ N, 0° 25′ 25″ E / 40.418617°N,0.423533°E   | 12.03.027-003 | Església parroquial de Sant Bartomeu (Benicarló) · Vegeu més fotos d'aquest monument · Carregueu una nova foto d'aquest monument |
| Església parroquial de Sant Pere, antiga Ermita del Sant Crist del Mar | BRL    | S.XX (1921-1924)           | Benicarló C. Sant Crist del Mar | 40° 24′ 56″ N, 0° 25′ 50″ E / 40.415518°N,0.430484°E   | 12.03.027-004 | Església parroquial de Sant Pere (Benicarló) · Vegeu més fotos d'aquest monument · Carregueu una nova foto d'aquest monument     |

## Càlig
| Monument                                                  | Prot.? | Estil/època            | Localització              | Coordenades                                          | Codi?         | Imatge |
| --------------------------------------------------------- | ------ | ---------------------- | ------------------------- | ---------------------------------------------------- | ------------- | --- |
| Torre de Càlig                                            | BIC    | Arquitectura medieval  | Càlig C. Major, 2         | 40° 27′ 42″ N, 0° 21′ 18″ E / 40.461659°N,0.354893°E | RI-51-0010765 | Torre de Càlig · Vegeu més fotos d'aquest monument · Carregueu una nova foto d'aquest monument                                    |
| Convent de la Santíssima Trinitat                         | BRL    | S. XX (1905)           | Càlig C. Ermita, 4        | 40° 27′ 43″ N, 0° 21′ 06″ E / 40.461895°N,0.351723°E | 12.03.034-004 | Convent de la Santíssima Trinitat (Càlig) · Vegeu més fotos d'aquest monument · Carregueu una nova foto d'aquest monument         |
| Ermita de la Mare de Déu dels Desemparats                 | BRL    |                        | Càlig C. Raval            | 40° 27′ 45″ N, 0° 21′ 12″ E / 40.462401°N,0.353419°E | 12.03.034-005 | Ermita de la Mare de Déu dels Desemparats (Càlig) · Vegeu més fotos d'aquest monument · Carregueu una nova foto d'aquest monument |
| Església parroquial de Sant Llorenç                       | BRL    | S.XVII; S.XVIII façana | Càlig C. Sant Vicent      | 40° 27′ 43″ N, 0° 21′ 14″ E / 40.4619°N,0.35385°E    | 12.03.034-003 | Església parroquial de Sant Llorenç (Càlig) · Vegeu més fotos d'aquest monument · Carregueu una nova foto d'aquest monument       |
| Santuari del Socors, Ermita de la Mare de Déu dels Socors | BRL    | Neoclassicisme S.XVIII | Càlig Coll de les Forques | 40° 27′ 53″ N, 0° 20′ 30″ E / 40.464631°N,0.34175°E  | 12.03.034-001 | Santuari del Socors (Càlig) · Vegeu més fotos d'aquest monument · Carregueu una nova foto d'aquest monument                       |

## Canet lo Roig
| Monument                                    | Prot.? | Estil/època                | Localització                      | Coordenades                                            | Codi?         | Imatge |
| ------------------------------------------- | ------ | -------------------------- | --------------------------------- | ------------------------------------------------------ | ------------- | --- |
| Muralles de Canet lo Roig                   | BIC    |                            | Canet lo Roig Al centre del poble | 40° 33′ 05″ N, 0° 14′ 34″ E / 40.551309°N,0.242680°E   | 12.03.036-003 | Muralles de Canet lo Roig · Vegeu més fotos d'aquest monument · Carregueu una nova foto d'aquest monument                              |
| Capella dels Montserrat                     | BRL    | gòtic                      | Canet lo Roig                     | 40° 33′ 04″ N, 0° 14′ 24″ E / 40.5509883°N,0.2398817°E | 12.03.036-006 | Carregueu una nova foto d'aquest monument                                                                                              |
| Ermita de Santa Isabel                      | BRL    | S.XVIII-XIX                | Canet lo Roig Paratge de Canals   | 40° 32′ 23″ N, 0° 14′ 14″ E / 40.5396°N,0.237342°E     | 12.03.036-004 | Ermita de Santa Isabel (Canet lo Roig) · Vegeu més fotos d'aquest monument · Carregueu una nova foto d'aquest monument                 |
| Ermita del Calvari                          | BRL    |                            | Canet lo Roig Paratge del Calvari | 40° 32′ 56″ N, 0° 14′ 48″ E / 40.548961°N,0.246725°E   | 12.03.036-001 | Ermita del Calvari (Canet lo Roig) · Vegeu més fotos d'aquest monument · Carregueu una nova foto d'aquest monument                     |
| Església parroquial de Sant Miquel Arcàngel | BRL    | Renaixement S.XVI; S.XVIII | Canet lo Roig C. de l'Església    | 40° 33′ 04″ N, 0° 14′ 33″ E / 40.551017°N,0.242531°E   | 12.03.036-002 | Església parroquial de Miquel Arcàngel (Canet lo Roig) · Vegeu més fotos d'aquest monument · Carregueu una nova foto d'aquest monument |

## Castell de Cabres
| Monument                            | Prot.? | Estil/època | Localització                          | Coordenades                                          | Codi?         | Imatge |
| ----------------------------------- | ------ | ----------- | ------------------------------------- | ---------------------------------------------------- | ------------- | --- |
| Ruïnes del castell                  | BIC    |             | Castell de Cabres Al centre del poble | 40° 39′ 43″ N, 0° 02′ 32″ E / 40.662005°N,0.042217°E | 12.03.037-002 | Carregueu una nova foto d'aquest monument                                                                                               |
| Església parroquial de Sant Llorenç | BRL    | Barroc      | Castell de Cabres Pl. de l'Església   | 40° 39′ 40″ N, 0° 02′ 34″ E / 40.661002°N,0.042787°E | 12.03.037-001 | Església parroquial de Sant Llorenç (Castell de Cabres) · Vegeu més fotos d'aquest monument · Carregueu una nova foto d'aquest monument |

## Cervera del Maestrat
| Monument                                             | Prot.? | Estil/època                                  | Localització                                  | Coordenades                                            | Codi?         | Imatge |
| ---------------------------------------------------- | ------ | -------------------------------------------- | --------------------------------------------- | ------------------------------------------------------ | ------------- | --- |
| Castell de Cervera                                   | BIC    | Arquitectura medieval                        | Cervera del Maestrat Dalt del turó de la vila | 40° 27′ 14″ N, 0° 16′ 26″ E / 40.4538°N,0.273817°E     | RI-51-0011042 | Castell de Cervera (Cervera del Maestrat) · Vegeu més fotos d'aquest monument · Carregueu una nova foto d'aquest monument                                  |
| Torre i Molí de l'Oli                                | BIC    |                                              | Cervera del Maestrat Ctra. de Càlig           | 40° 27′ 33″ N, 0° 17′ 12″ E / 40.459185°N,0.286717°E   | RI-51-0012166 | Carregueu una nova foto d'aquest monument |
| Escut del carrer Santa Bàrbara                       | BIC    |                                              | Cervera del Maestrat                          | 40° 27′ 16″ N, 0° 16′ 35″ E / 40.454381°N,0.276256°E   | 12.03.044-007 | Carregueu una nova foto d'aquest monument |
| Ermita santuari de la Verge del Carme                | BRL    |                                              | Cervera del Maestrat                          | 40° 27′ 11″ N, 0° 16′ 41″ E / 40.4530418°N,0.2780178°E | 12.03.044-005 | Carregueu una nova foto d'aquest monument |
| Església de Sant Sebastià, o Ermita de Sant Sebastià | BRL    | S.XIV; S.XIX (1805) data inscrita a la porta | Cervera del Maestrat C. Doctor Ballester, 23  | 40° 27′ 17″ N, 0° 16′ 30″ E / 40.454611°N,0.274944°E   | 12.03.044-004 | Església de Sant Sebastià (Cervera del Maestrat) · Vegeu més fotos d'aquest monument · Carregueu una nova foto d'aquest monument                           |
| Església parroquial de l'Assumpció i torre campanar  | BRL    |                                              | Cervera del Maestrat C. de l'Església         | 40° 27′ 14″ N, 0° 16′ 32″ E / 40.45395°N,0.27545°E     | 12.03.044-003 | Església parroquial de l'Assumpció i torre campanar (Cervera del Maestrat) · Vegeu més fotos d'aquest monument · Carregueu una nova foto d'aquest monument |

## La Jana
| Monument                                           | Prot.? | Estil/època         | Localització                                    | Coordenades                                                      | Codi?         | Imatge |
| -------------------------------------------------- | ------ | ------------------- | ----------------------------------------------- | ---------------------------------------------------------------- | ------------- | --- |
| Escut dels Jovaní                                  | BIC    |                     | La Jana C. dels Frares, 12                      | 40° 30′ 47″ N, 0° 15′ 13″ E / 40.513076°N,0.253695°E             | 12.03.070-007 | Escut dels Jovaní (la Jana) · Carregueu una nova foto d'aquest monument                                                        |
| Escut del familiar del Sant Ofici Vallés           | BIC    |                     | La Jana C. del Mig, 22-26 - c. Sant Bàrbara, 20 |                                                                  | 12.03.070-008 | Escut del familiar del Sant Ofici Vallés (la Jana) · Carregueu una nova foto d'aquest monument                                 |
| Escut dels Vallés en el carrer de la Cort          | BIC    |                     | La Jana C. de la Cort, 6                        |                                                                  | 12.03.070-009 | Carregueu una nova foto d'aquest monument                                                                                      |
| Escut dels Vallés en la plaça Major                | BIC    | 1550                | La Jana Pl. Major, 21-23 - c. Beat Jacint, 21   |                                                                  | 12.03.070-010 | Escut dels Vallés en la plaça Major (la Jana) · Carregueu una nova foto d'aquest monument                                      |
| Escut dels Vallés                                  | BIC    |                     | La Jana                                         |                                                                  | 12.03.070-011 | Escut dels Vallés (la Jana) · Carregueu una nova foto d'aquest monument                                                        |
| Ermita de la Puríssima, o Capella de la Immaculada | BRL    | S.XV; S.XVIII-XIX   | La Jana C. de la Puríssima                      | 40° 30′ 49″ N, 0° 15′ 12″ E / 40.5136111°N,0.25333333333333335°E | 12.03.070-005 | Ermita de la Puríssima (la Jana) · Vegeu més fotos d'aquest monument · Carregueu una nova foto d'aquest monument               |
| Ermita de Sant Josep                               | BRL    | Gòtic               | La Jana Paratge del Carrascal                   | 40° 30′ 15″ N, 0° 15′ 11″ E / 40.5041667°N,0.25305555555555553°E | 12.03.070-006 | Ermita de Sant Josep (la Jana) · Vegeu més fotos d'aquest monument · Carregueu una nova foto d'aquest monument                 |
| Ermita de Santa Anna                               | BRL    | S.XVII (1627)       | La Jana C. Frares                               | 40° 30′ 44″ N, 0° 15′ 20″ E / 40.5122222°N,0.25555555555555554°E | 12.03.070-004 | Ermita de Santa Anna (la Jana) · Vegeu més fotos d'aquest monument · Carregueu una nova foto d'aquest monument                 |
| Ermita de la Mare de Déu dels Àngels               | BRL    | S.XVIII (1767-1791) | La Jana Paratge de les Cometes                  | 40° 30′ 30″ N, 0° 14′ 55″ E / 40.5083333°N,0.24861111111111112°E | 12.03.070-001 | Ermita de la Mare de Déu dels Àngels (la Jana) · Vegeu més fotos d'aquest monument · Carregueu una nova foto d'aquest monument |
| Església parroquial de Sant Bartomeu               | BRL    | Barroc              | La Jana Pl. Major, 17                           | 40° 30′ 46″ N, 0° 15′ 11″ E / 40.5129°N,0.253111°E               | 12.03.070-003 | Església parroquial de Sant Bartomeu (la Jana) · Vegeu més fotos d'aquest monument · Carregueu una nova foto d'aquest monument |

## Peníscola
| Monument                                                   | Prot.? | Estil/època                                                | Localització                                         | Coordenades                                          | Codi?         | Imatge |
| ---------------------------------------------------------- | ------ | ---------------------------------------------------------- | ---------------------------------------------------- | ---------------------------------------------------- | ------------- | --- |
| Torre Nova                                                 | BIC    | Arquitectura medieval                                      | Peníscola Cala Argilaga                              | 40° 16′ 45″ N, 0° 19′ 41″ E / 40.279252°N,0.327966°E | RI-51-0010682 | Torre Nova (Peníscola) · Carregueu una nova foto d'aquest monument                                                                       |
| Torre Badum                                                | BIC    | Arquitectura Islàmica - Arquitectura medieval              | Peníscola Cap d'Irta                                 | 40° 19′ 19″ N, 0° 21′ 47″ E / 40.321889°N,0.363028°E | RI-51-0010683 | Torre Badum (Peníscola) · Vegeu més fotos d'aquest monument · Carregueu una nova foto d'aquest monument                                  |
| Castell de Peníscola                                       | BIC    | Arquitectura medieval S.XVI                                | Peníscola Dalt del turó que domina la ciutat         | 40° 21′ 32″ N, 0° 24′ 29″ E / 40.358842°N,0.408061°E | RI-51-0000510 | Castell (Peníscola) · Vegeu més fotos d'aquest monument · Carregueu una nova foto d'aquest monument                                      |
| El Castellet                                               | BIC    | S.XV; S.XVI                                                | Peníscola Serra d'Irta                               | 40° 23′ 18″ N, 0° 21′ 16″ E / 40.38831°N,0.354571°E  | 12.03.089-011 | Carregueu una nova foto d'aquest monument                                                                                                |
| Conjunt de la Ciutat                                       | BIC    |                                                            | Peníscola Penyal de Peníscola                        | 40° 21′ 30″ N, 0° 24′ 25″ E / 40.358206°N,0.406893°E | RI-53-0000142 | Conjunt de la Ciutat (Peníscola) · Vegeu més fotos d'aquest monument · Carregueu una nova foto d'aquest monument                         |
| Antic forn, o Casa a la plaça de l'Ajuntament, 2           | BRL    |                                                            | Peníscola Pl. de l'Ajuntament, 2                     | 40° 21′ 31″ N, 0° 24′ 24″ E / 40.358560°N,0.406665°E | 12.03.089-050 | Antic forn (Peníscola) · Vegeu més fotos d'aquest monument · Carregueu una nova foto d'aquest monument                                   |
| Capella de Santa Anna, antiga ermita                       | BRL    | S.XIX (1827)                                               | Peníscola C. Muralla de la Font                      | 40° 21′ 29″ N, 0° 24′ 21″ E / 40.358056°N,0.405833°E | 12.03.089-010 | Capella de Santa Anna (Peníscola) · Vegeu més fotos d'aquest monument · Carregueu una nova foto d'aquest monument                        |
| Casa del faroner i far, o Casa al carrer Castell, 12       | BRL    | S.XX (1892)                                                | Peníscola C. Castell, 12                             | 40° 21′ 30″ N, 0° 24′ 29″ E / 40.358431°N,0.408097°E | 12.03.089-016 | Casa del faroner i far (Peníscola) · Vegeu més fotos d'aquest monument · Carregueu una nova foto d'aquest monument                       |
| Casa al carrer Baixada de la Font, 5                       | BRL    | S.XX (1920)                                                | Peníscola C. Baixada de la Font, 5                   | 40° 21′ 28″ N, 0° 24′ 23″ E / 40.357778°N,0.406389°E | 12.03.089-012 | Casa al carrer Baixada de la Font, 5 (Peníscola) · Carregueu una nova foto d'aquest monument                                             |
| Casa al carrer Baixada de la Font, 6                       | BRL    | S.XX (1900)                                                | Peníscola C. Baixada de la Font, 6                   | 40° 21′ 28″ N, 0° 24′ 23″ E / 40.357778°N,0.406389°E | 12.03.089-013 | Casa al carrer Baixada de la Font, 6 (Peníscola) · Carregueu una nova foto d'aquest monument                                             |
| Casa al carrer de la Baixada del Bufador, 11               | BRL    |                                                            | Peníscola C. de la Baixada del Bufador, 11           | 40° 21′ 25″ N, 0° 24′ 26″ E / 40.356944°N,0.407222°E | 12.03.089-014 | Casa al carrer de la Baixada del Bufador, 11 (Peníscola) · Vegeu més fotos d'aquest monument · Carregueu una nova foto d'aquest monument |
| Casa al carrer de la Baixada del Bufador, 13               | BRL    | S.XX (1949)                                                | Peníscola C. de la Baixada del Bufador, 13           | 40° 21′ 25″ N, 0° 24′ 26″ E / 40.356944°N,0.407222°E | 12.03.089-015 | Casa al carrer de la Baixada del Bufador, 13 (Peníscola) · Vegeu més fotos d'aquest monument · Carregueu una nova foto d'aquest monument |
| Casa al carrer Castell, 35                                 | BRL    | S.XX (1900)                                                | Peníscola C. Castell, 35                             | 40° 21′ 30″ N, 0° 24′ 28″ E / 40.358333°N,0.407778°E | 12.03.089-017 | Casa al carrer Castell, 35 (Peníscola) · Carregueu una nova foto d'aquest monument                                                       |
| Casa al carrer de l'Escola, 5                              | BRL    | S.XX (1900)                                                | Peníscola C. Escola, 5                               | 40° 21′ 29″ N, 0° 24′ 23″ E / 40.358056°N,0.406389°E | 12.03.089-018 | Casa al carrer de l'Escola, 5 (Peníscola) · Carregueu una nova foto d'aquest monument                                                    |
| Casa al carrer Orde del Temple, 14                         | BRL    | S.XX (1900)                                                | Peníscola C. Orde del Temple, 14                     | 40° 21′ 27″ N, 0° 24′ 24″ E / 40.3575°N,0.406667°E   | 12.03.089-019 | Casa al carrer Orde del Temple, 14 (Peníscola) · Carregueu una nova foto d'aquest monument                                               |
| Casa al carrer Orde del Temple, 27                         | BRL    | S.XX (1920)                                                | Peníscola C. Orde del Temple, 27                     | 40° 21′ 27″ N, 0° 24′ 24″ E / 40.3575°N,0.406667°E   | 12.03.089-020 | Casa al carrer Orde del Temple, 27 (Peníscola) · Carregueu una nova foto d'aquest monument                                               |
| Casa al carrer Orde del Temple, 53                         | BRL    | S.XX (1924)                                                | Peníscola C. Orde del Temple, 53                     | 40° 21′ 27″ N, 0° 24′ 24″ E / 40.3575°N,0.406667°E   | 12.03.089-021 | Casa al carrer Orde del Temple, 53 (Peníscola) · Carregueu una nova foto d'aquest monument                                               |
| Casa al carrer González Granda, 1                          | BRL    | S.XX (1920)                                                | Peníscola C. González Granda, 1                      | 40° 21′ 29″ N, 0° 24′ 23″ E / 40.358056°N,0.406389°E | 12.03.089-022 | Casa al carrer González Granda, 1 (Peníscola) · Carregueu una nova foto d'aquest monument                                                |
| Casa al carrer González Granda, 3                          | BRL    | S.XX (1920)                                                | Peníscola C. González Granda, 3                      | 40° 21′ 29″ N, 0° 24′ 23″ E / 40.358056°N,0.406389°E | 12.03.089-023 | Casa al carrer González Granda, 3 (Peníscola) · Carregueu una nova foto d'aquest monument                                                |
| Casa al carrer González Granda, 8                          | BRL    | S.XX (1925)                                                | Peníscola C. González Granda, 8                      | 40° 21′ 29″ N, 0° 24′ 23″ E / 40.358056°N,0.406389°E | 12.03.089-024 | Casa al carrer González Granda, 8 (Peníscola) · Carregueu una nova foto d'aquest monument                                                |
| Casa al carrer Jaime Sanz Roca, 12                         | BRL    | S.XIX (1885)                                               | Peníscola C. Jaime Sanz Roca, 12                     | 40° 21′ 29″ N, 0° 24′ 28″ E / 40.358056°N,0.407778°E | 12.03.089-025 | Casa al carrer Jaime Sanz Roca, 12 (Peníscola) · Modifica el valor a Wikidata · Carregueu una nova foto d'aquest monument                |
| Casa al carrer Jaime Sanz Roca, 20                         | BRL    | S.XX (1900)                                                | Peníscola C. Jaime Sanz Roca, 20                     | 40° 21′ 29″ N, 0° 24′ 28″ E / 40.358056°N,0.407778°E | 12.03.089-026 | Casa al carrer Jaime Sanz Roca, 20 (Peníscola) · Carregueu una nova foto d'aquest monument                                               |
| Casa al carrer Jaime Sanz Roca, 32                         | BRL    |                                                            | Peníscola C. Jaime Sanz Roca, 32                     | 40° 21′ 29″ N, 0° 24′ 28″ E / 40.358056°N,0.407778°E | 12.03.089-027 | Casa al carrer Jaime Sanz Roca, 32 (Peníscola) · Carregueu una nova foto d'aquest monument                                               |
| Casa al carrer Juan José Fulladosa Sanz, 30                | BRL    | S.XX (1900)                                                | Peníscola C. Juan José Fulladosa Sanz, 30            | 40° 21′ 27″ N, 0° 24′ 26″ E / 40.3575°N,0.407222°E   | 12.03.089-028 | Casa al carrer Juan José Fulladosa Sanz, 30 (Peníscola) · Carregueu una nova foto d'aquest monument                                      |
| Casa al carrer Matilde Thinot, 6                           | BRL    | S.XX (1900)                                                | Peníscola C. Matilde Thinot, 6                       | 40° 21′ 27″ N, 0° 24′ 26″ E / 40.3575°N,0.407222°E   | 12.03.089-029 | Casa al carrer Matilde Thinot, 6 (Peníscola) · Carregueu una nova foto d'aquest monument                                                 |
| Casa al carrer Nou, 8                                      | BRL    | S.XX (1900)                                                | Peníscola C. Nou, 8                                  | 40° 21′ 27″ N, 0° 24′ 29″ E / 40.3575°N,0.408056°E   | 12.03.089-030 | Casa al carrer Nou, 8 (Peníscola) · Vegeu més fotos d'aquest monument · Carregueu una nova foto d'aquest monument                        |
| Casa a l'avinguda de la Mar, 21, o la Torreta              | BRL    |                                                            | Peníscola Av. de la Mar, 21                          | 40° 21′ 34″ N, 0° 24′ 17″ E / 40.359444°N,0.404722°E | 12.03.089-048 | Casa a l'avinguda de la Mar, 21 (Peníscola) · Carregueu una nova foto d'aquest monument                                                  |
| Casa al carrer Sáiz de Carlos, 1                           | BRL    | S.XX (1900)                                                | Peníscola C. Sáiz de Carlos, 1                       | 40° 21′ 27″ N, 0° 24′ 23″ E / 40.3575°N,0.406389°E   | 12.03.089-049 | Casa al carrer Sáiz de Carlos, 1 (Peníscola) · Carregueu una nova foto d'aquest monument                                                 |
| Casa al carrer Sant Josep, 5                               | BRL    | S.XX (1900)                                                | Peníscola C. Sant Josep, 5                           | 40° 21′ 26″ N, 0° 24′ 27″ E / 40.357222°N,0.4075°E   | 12.03.089-032 | Casa al carrer Sant Josep, 5 (Peníscola) · Carregueu una nova foto d'aquest monument                                                     |
| Casa al carrer Sant Roc, 17                                | BRL    | S.XX (1900)                                                | Peníscola C. Sant Roc, 17                            | 40° 21′ 30″ N, 0° 24′ 28″ E / 40.358333°N,0.407778°E | 12.03.089-033 | Casa al carrer Sant Roc, 17 (Peníscola) · Carregueu una nova foto d'aquest monument                                                      |
| Casa al carrer Sant Roc, 22                                | BRL    | S.XX (1900)                                                | Peníscola C. Sant Roc, 22                            | 40° 21′ 30″ N, 0° 24′ 28″ E / 40.358333°N,0.407778°E | 12.03.089-034 | Casa al carrer Sant Roc, 22 (Peníscola) · Vegeu més fotos d'aquest monument · Carregueu una nova foto d'aquest monument                  |
| Casa al carrer Sant Roc, 23                                | BRL    | S.XX (1920)                                                | Peníscola C. Sant Roc, 23                            | 40° 21′ 30″ N, 0° 24′ 28″ E / 40.358333°N,0.407778°E | 12.03.089-035 | Casa al carrer Sant Roc, 23 (Peníscola) · Carregueu una nova foto d'aquest monument                                                      |
| Casa al carrer Sant Vicent, 13                             | BRL    | S.XIX (1885)                                               | Peníscola C. Sant Vicent, 13                         | 40° 21′ 29″ N, 0° 24′ 26″ E / 40.358056°N,0.407222°E | 12.03.089-036 | Carregueu una nova foto d'aquest monument                                                                                                |
| Casa al carrer Sant Vicent, 28                             | BRL    | S.XX (1930)                                                | Peníscola C. Sant Vicent, 28                         | 40° 21′ 29″ N, 0° 24′ 26″ E / 40.358056°N,0.407222°E | 12.03.089-037 | Casa al carrer Sant Vicent, 28 (Peníscola) · Carregueu una nova foto d'aquest monument                                                   |
| Casa al carrer Sant Vicent, 28 bis                         | BRL    |                                                            | Peníscola C. Sant Vicent, 28 bis - tr. St. Vicent, 4 | 40° 21′ 29″ N, 0° 24′ 26″ E / 40.358056°N,0.407222°E | 12.03.089-038 | Casa al carrer Sant Vicent, 28 bis (Peníscola) · Carregueu una nova foto d'aquest monument                                               |
| Casa al carrer Sant Vicent, 30                             | BRL    |                                                            | Peníscola C. Sant Vicent, 30                         | 40° 21′ 29″ N, 0° 24′ 26″ E / 40.358056°N,0.407222°E | 12.03.089-039 | Casa al carrer Sant Vicent, 30 (Peníscola) · Carregueu una nova foto d'aquest monument                                                   |
| Casa al carrer Sant Vicent, 6                              | BRL    | S.XX (1900)                                                | Peníscola C. Sant Vicent, 6                          | 40° 21′ 29″ N, 0° 24′ 26″ E / 40.358056°N,0.407222°E | 12.03.089-040 | Casa al carrer Sant Vicent, 6 (Peníscola) · Carregueu una nova foto d'aquest monument                                                    |
| Casa al carrer Santa Bàrbara, 10                           | BRL    | S.XX (1900)                                                | Peníscola C. Santa Bàrbara, 10                       | 40° 21′ 28″ N, 0° 24′ 29″ E / 40.357778°N,0.408056°E | 12.03.089-041 | Casa al carrer Santa Bàrbara, 10 (Peníscola) · Carregueu una nova foto d'aquest monument                                                 |
| Casa al carrer Santa Bàrbara, 11                           | BRL    | S.XIX (1885)                                               | Peníscola C. Santa Bàrbara, 11                       | 40° 21′ 28″ N, 0° 24′ 29″ E / 40.357778°N,0.408056°E | 12.03.089-042 | Casa al carrer Santa Bàrbara, 11 (Peníscola) · Carregueu una nova foto d'aquest monument                                                 |
| Casa al carrer Santa Bàrbara, 12                           | BRL    | S. XX (1900)                                               | Peníscola C. Santa Bàrbara, 12                       | 40° 21′ 28″ N, 0° 24′ 29″ E / 40.357778°N,0.408056°E | 12.03.089-043 | Casa al carrer Santa Bàrbara, 12 (Peníscola) · Carregueu una nova foto d'aquest monument                                                 |
| Casa al carrer Santa Bàrbara, 17                           | BRL    | S. XX (1900)                                               | Peníscola C. Santa Bàrbara, 17                       | 40° 21′ 28″ N, 0° 24′ 29″ E / 40.357778°N,0.408056°E | 12.03.089-044 | Casa al carrer Santa Bàrbara, 17 (Peníscola) · Carregueu una nova foto d'aquest monument                                                 |
| Casa al carrer Santa Bàrbara, 18                           | BRL    | S. XIX (1885)                                              | Peníscola C. Santa Bàrbara, 18                       | 40° 21′ 28″ N, 0° 24′ 29″ E / 40.357778°N,0.408056°E | 12.03.089-045 | Casa al carrer Santa Bàrbara, 18 (Peníscola) · Vegeu més fotos d'aquest monument · Carregueu una nova foto d'aquest monument             |
| Casa al carrer Santa Bàrbara, 25                           | BRL    | S. XX (1900)                                               | Peníscola C. Santa Bàrbara, 25                       | 40° 21′ 28″ N, 0° 24′ 29″ E / 40.357778°N,0.408056°E | 12.03.089-046 | Casa al carrer Santa Bàrbara, 25 (Peníscola) · Vegeu més fotos d'aquest monument · Carregueu una nova foto d'aquest monument             |
| Casa al carrer Sants Màrtirs, 8                            | BRL    | S. XX (1920)                                               | Peníscola C. Sants Màrtirs, 8                        | 40° 21′ 33″ N, 0° 24′ 26″ E / 40.359112°N,0.407309°E | 12.03.089-047 | Casa al carrer Sants Màrtirs, 8 (Peníscola) · Carregueu una nova foto d'aquest monument                                                  |
| Edifici Les Costures, Museu de la Mar                      | BRL    | S. XVII                                                    | Peníscola C. Príncep                                 | 40° 21′ 26″ N, 0° 24′ 29″ E / 40.357303°N,0.408146°E | 12.03.089-031 | Edifici Les Costures (Peníscola) · Vegeu més fotos d'aquest monument · Carregueu una nova foto d'aquest monument                         |
| Ermita de Sant Antoni                                      | BRL    | S.XV; S.XVII (1675) ampliada; S.XVIII (1706) data inscrita | Peníscola Barranc de Sant Antoni                     | 40° 20′ 49″ N, 0° 21′ 19″ E / 40.346953°N,0.35535°E  | 12.03.089-006 | Ermita de Sant Antoni (Peníscola) · Vegeu més fotos d'aquest monument · Carregueu una nova foto d'aquest monument                        |
| Església o Ermita de la Mare de Déu de l'Ermitana          | BRL    | S. XVIII (1708-1714)                                       | Peníscola Pl. d'Armes                                | 40° 21′ 33″ N, 0° 24′ 28″ E / 40.359105°N,0.407859°E | 12.03.089-001 | Església de la Mare de Déu de l'Ermitana (Peníscola) · Vegeu més fotos d'aquest monument · Carregueu una nova foto d'aquest monument     |
| Església del castell de Peníscola o Basílica de Benet XIII | BRL    | Romànic S. XIII                                            | Peníscola Pl. d'Armes                                | 40° 21′ 32″ N, 0° 24′ 29″ E / 40.35898°N,0.407948°E  | 12.03.089-007 | Església del castell de Peníscola · Vegeu més fotos d'aquest monument · Carregueu una nova foto d'aquest monument                        |
| Església parroquial de Santa Maria                         | BRL    |                                                            | Peníscola C. Juan José Fulladosa Sanz, 3             | 40° 21′ 30″ N, 0° 24′ 25″ E / 40.358203°N,0.406821°E | 12.03.089-002 | Església parroquial de Santa Maria (Peníscola) · Vegeu més fotos d'aquest monument · Carregueu una nova foto d'aquest monument           |
| Plaça de les Caseres, 1-5                                  | BRL    | S.XX (1900-1920)                                           | Peníscola Pl. de les Caseres, 1-5                    | 40° 21′ 29″ N, 0° 24′ 22″ E / 40.358056°N,0.406111°E | 12.03.089-051 | Plaça de les Caseres, 1-5 (Peníscola) · Carregueu una nova foto d'aquest monument                                                        |

## La Pobla de Benifassà
| Monument                                           | Prot.? | Estil/època                                                                 | Localització                                                         | Coordenades                                                      | Codi?         | Imatge |
| -------------------------------------------------- | ------ | --------------------------------------------------------------------------- | -------------------------------------------------------------------- | ---------------------------------------------------------------- | ------------- | --- |
| Monestir de Santa Maria                            | BIC    | Arquitectura medieval - Gòtic                                               | La Pobla de Benifassà Al nord-est del turó de Santa Escolàstica      | 40° 40′ 35″ N, 0° 11′ 54″ E / 40.676389°N,0.198333°E             | RI-51-0000512 | Monestir de Santa Maria (la Pobla de Benifassà) · Vegeu més fotos d'aquest monument · Carregueu una nova foto d'aquest monument                          |
| Castell del Boixar                                 | BIC    | Arquitectura medieval - Gòtic S.XIII; S.XIV; S.XV; S.XVI                    | La Pobla de Benifassà Al nord-est del turó de Santa Escolàstica      | 40° 40′ 50″ N, 0° 07′ 14″ E / 40.680574°N,0.120647°E             | 12.03.093-007 | Carregueu una nova foto d'aquest monument |
| Ermita de la Trinitat                              | BRL    | S.XIX (1853)                                                                | La Pobla de Benifassà Paratge de les Vinyes, el Bellestar            | 40° 39′ 57″ N, 0° 10′ 22″ E / 40.6658333°N,0.17277777777777778°E | 12.03.093-009 | Carregueu una nova foto d'aquest monument |
| Església parroquial del Salvador del Bellestar     | BRL    |                                                                             | La Pobla de Benifassà El Bellestar                                   | 40° 39′ 49″ N, 0° 10′ 32″ E / 40.663582°N,0.175610°E             | 12.03.093-005 | Església parroquial del Salvador del Bellestar (la Pobla de Benifassà) · Vegeu més fotos d'aquest monument · Carregueu una nova foto d'aquest monument   |
| Església parroquial de l'Assumpció, o de Sant Pere | BRL    |                                                                             | La Pobla de Benifassà                                                | 40° 39′ 24″ N, 0° 09′ 25″ E / 40.656583°N,0.156813°E             | 12.03.093-006 | Església parroquial de l'Assumpció (la Pobla de Benifassà) · Vegeu més fotos d'aquest monument · Carregueu una nova foto d'aquest monument               |
| Església parroquial de l'Assumpció del Boixar      | BRL    | Arquitectura medieval, neoclassicisme S.XVIII (1725); S.XIX (1862) campanar | La Pobla de Benifassà A la part alta del Boixar                      | 40° 40′ 47″ N, 0° 07′ 09″ E / 40.679662°N,0.119305°E             | 12.03.093-003 | Carregueu una nova foto d'aquest monument |
| Església parroquial dels Sants Màrtirs de Fredes   | BRL    |                                                                             | La Pobla de Benifassà Fredes                                         | 40° 42′ 20″ N, 0° 10′ 15″ E / 40.705465°N,0.170846°E             | 12.03.093-008 | Església parroquial dels Sants Màrtirs de Fredes (la Pobla de Benifassà) · Vegeu més fotos d'aquest monument · Carregueu una nova foto d'aquest monument |
| Església parroquial de Sant Jaume de Coratxà       | BRL    | Arquitectura medieval S. XIII                                               | La Pobla de Benifassà Sobre un turó a uns 200 m del nucli de Coratxà | 40° 41′ 26″ N, 0° 05′ 01″ E / 40.690531°N,0.083685°E             | 12.03.093-004 | Carregueu una nova foto d'aquest monument |

## Rossell
| Monument                             | Prot.? | Estil/època    | Localització              | Coordenades                                            | Codi?         | Imatge |
| ------------------------------------ | ------ | -------------- | ------------------------- | ------------------------------------------------------ | ------------- | --- |
| Muralles de Rossell                  | BIC    |                | Rossell Al nucli urbà     | 40° 37′ 08″ N, 0° 13′ 29″ E / 40.6188618°N,0.2248572°E | 12.03.096-001 | Carregueu una nova foto d'aquest monument                                                                                      |
| Església parroquial dels Sants Joans | BRL    |                | Rossell Pl. de l'Església | 40° 37′ 08″ N, 0° 13′ 27″ E / 40.6189°N,0.2243°E       | 12.03.096-002 | Església parroquial dels Sants Joans (Rossell) · Vegeu més fotos d'aquest monument · Carregueu una nova foto d'aquest monument |
| Església parroquial de Sant Jaume    | BRL    | Romànic S.XIII | Rossell Bel               | 40° 37′ 25″ N, 0° 09′ 46″ E / 40.623725°N,0.162672°E   | 12.03.096-003 | Església parroquial de Sant Jaume (Rossell) · Vegeu més fotos d'aquest monument · Carregueu una nova foto d'aquest monument    |

## La Salzadella
| Monument                                                                             | Prot.? | Estil/època            | Localització                              | Coordenades                                                      | Codi?         | Imatge |
| ------------------------------------------------------------------------------------ | ------ | ---------------------- | ----------------------------------------- | ---------------------------------------------------------------- | ------------- | --- |
| Muralles de la Salzadella                                                            | BIC    | S.XIII; S.XIV          | La Salzadella                             | 40° 25′ 07″ N, 0° 10′ 29″ E / 40.418638°N,0.174638°E             | 12.03.098-002 | Muralles de la Salzadella · Vegeu més fotos d'aquest monument · Carregueu una nova foto d'aquest monument                                      |
| Ermita de Sant Josep                                                                 | BRL    | S.XIV                  | La Salzadella Paratge del Bovalar         | 40° 24′ 41″ N, 0° 12′ 01″ O / 40.4113889°N,0.20027777777777778°O | 12.03.098-003 | Carregueu una nova foto d'aquest monument |
| Ermita de Santa Bàrbara                                                              | BRL    | S.XVII-XVIII           | La Salzadella Paratge de Pons             | 40° 25′ 24″ N, 0° 10′ 02″ E / 40.423336°N,0.167164°E             | 12.03.098-004 | Ermita de Santa Bàrbara (la Salzadella) · Vegeu més fotos d'aquest monument · Carregueu una nova foto d'aquest monument                        |
| Ermita del Calvari, o Calvari                                                        | BRL    | S.XVIII (1797) capella | La Salzadella C. Santa Bàrbara            | 40° 25′ 10″ N, 0° 10′ 28″ E / 40.419447°N,0.174311°E             | 12.03.098-006 | Ermita del Calvari (la Salzadella) · Vegeu més fotos d'aquest monument · Carregueu una nova foto d'aquest monument                             |
| Església parroquial de la Purificació de Maria, o Església parroquial de l'Assumpció | BRL    | S.XIV-XV; S.XVIII      | La Salzadella C. Sant Antoni de Pàdua, 15 | 40° 25′ 03″ N, 0° 10′ 29″ E / 40.417611°N,0.174611°E             | 12.03.098-001 | Església parroquial de la Purificació de Maria (la Salzadella) · Vegeu més fotos d'aquest monument · Carregueu una nova foto d'aquest monument |

## Sant Jordi
| Monument                          | Prot.? | Estil/època | Localització                         | Coordenades                                        | Codi?         | Imatge |
| --------------------------------- | ------ | ----------- | ------------------------------------ | -------------------------------------------------- | ------------- | --- |
| Església parroquial de Sant Jaume | BRL    | S.XVIII     | Sant Jordi C. Germana Teresa Mira, 3 | 40° 30′ 33″ N, 0° 19′ 48″ E / 40.509111°N,0.3301°E | 12.03.099-001 | Església parroquial de Sant Jaume (Sant Jordi) · Vegeu més fotos d'aquest monument · Carregueu una nova foto d'aquest monument |

## Sant Mateu
| Monument                                                                  | Prot.?        | Estil/època                                                | Localització                                                                           | Coordenades                                          | Codi?         | Imatge |
| ------------------------------------------------------------------------- | ------------- | ---------------------------------------------------------- | -------------------------------------------------------------------------------------- | ---------------------------------------------------- | ------------- | --- |
| Escut del Campanar de les Llàstimes                                       | BIC           | S.XVIII                                                    | Sant Mateu Pl. Sant Domènec                                                            | 40° 28′ 00″ N, 0° 10′ 59″ E / 40.466579°N,0.183119°E | RI-51-0011047 | Escut de la Torre de l'antic Convent de Sant Domènec (Sant Mateu) · Vegeu més fotos d'aquest monument · Carregueu una nova foto d'aquest monument |
| Escut de la casa al carrer de la Mare de Déu del Pilar, 5                 | BIC           | S.XIV (1357)                                               | Sant Mateu C. Mare de Déu del Pilar, 5                                                 | 40° 27′ 56″ N, 0° 10′ 43″ E / 40.465612°N,0.178589°E | RI-51-0011045 | Carregueu una nova foto d'aquest monument |
| Escut de la casa al carrer de l'Historiador Betí, 20                      | BIC           | Arquitectura medieval - Renaixement S.XVI; S.XVII          | Sant Mateu C. Historiador Betí, 20                                                     | 40° 27′ 58″ N, 0° 10′ 47″ E / 40.466032°N,0.179721°E | RI-51-0011048 | Carregueu una nova foto d'aquest monument |
| Escut del Pont sobre el riu Palau                                         | BIC           |                                                            | Sant Mateu                                                                             | 40° 27′ 57″ N, 0° 10′ 54″ E / 40.465905°N,0.181732°E | RI-51-0011050 | Carregueu una nova foto d'aquest monument |
| Escut dels Rentadors                                                      | BIC           | S.XIX (1862-1865)                                          | Sant Mateu                                                                             | 40° 27′ 56″ N, 0° 10′ 49″ E / 40.465569°N,0.180195°E | RI-51-0011046 | Carregueu una nova foto d'aquest monument |
| Escut de la Casa Abadia                                                   | BIC           | S.XIII - S.XV - S.XVII - S.XVIII                           | Sant Mateu C. Sant Bernat                                                              | 40° 27′ 54″ N, 0° 10′ 50″ E / 40.465028°N,0.180558°E | RI-51-0011049 | Carregueu una nova foto d'aquest monument |
| Masia fortificada Torre El Palomar                                        | BIC           | Arquitectura medieval                                      | Sant Mateu Camí de la Torre el Palomar                                                 | 40° 27′ 54″ N, 0° 10′ 44″ E / 40.465062°N,0.178796°E | RI-51-0010534 | Carregueu una nova foto d'aquest monument |
| Església Arxiprestal de Sant Mateu                                        | BIC           | S.XVI (1582-1594)                                          | Sant Mateu Pl. Església                                                                | 40° 27′ 55″ N, 0° 10′ 50″ E / 40.465278°N,0.180556°E | RI-51-0000513 | Església arxiprestal de Sant Mateu · Vegeu més fotos d'aquest monument · Carregueu una nova foto d'aquest monument                                |
| Muralla de Sant Mateu                                                     | BIC           | Arquitectura medieval S.XI al S.XVI                        | Sant Mateu Riu de Palau                                                                | 40° 27′ 57″ N, 0° 10′ 48″ E / 40.465888°N,0.179997°E | RI-51-0010556 | Muralla (Sant Mateu) · Vegeu més fotos d'aquest monument · Carregueu una nova foto d'aquest monument                                              |
| Escut del Palau del Marqués de Villores                                   | BIC           | S.XIV (1384) primer edifici; S.XV (1439) nou temple; S.XVI | Sant Mateu                                                                             | 40° 27′ 54″ N, 0° 10′ 44″ E / 40.465062°N,0.178796°E | RI-51-0011053 | Escut del Palau del Marqués de Villores (Sant Mateu) · Vegeu més fotos d'aquest monument · Carregueu una nova foto d'aquest monument              |
| Creu de terme                                                             | BIC           | S.XV; S.XVI                                                | Sant Mateu Pl. Llauradors                                                              | 40° 27′ 46″ N, 0° 10′ 43″ E / 40.462666°N,0.178483°E | RI-51-0011044 | Creu de terme (Sant Mateu) · Vegeu més fotos d'aquest monument · Carregueu una nova foto d'aquest monument                                        |
| Nucli històric de Sant Mateu                                              | BIC           |                                                            | Sant Mateu Pl. de l'Àngel, c. Sant Doménec, c. Betí, c. Morella, c. Cerdá, c. València | 40° 27′ 55″ N, 0° 10′ 43″ E / 40.465214°N,0.178748°E | RI-53-0000564 | Nucli històric de Sant Mateu · Vegeu més fotos d'aquest monument · Carregueu una nova foto d'aquest monument                                      |
| Convent de Santa Anna, Monestir de Santa Anna o Convent de les Agustines. | BRL           | Barroc S.XVI (1590) convent; S.XVIII (1704) església       | Sant Mateu Pl. Monges Agustines, 28 i 30                                               | 40° 27′ 51″ N, 0° 10′ 43″ E / 40.464123°N,0.178732°E | 12.03.100-001 | Monestir de Santa Anna (Sant Mateu) · Vegeu més fotos d'aquest monument · Carregueu una nova foto d'aquest monument                               |
| Santuari de la Mare de Déu dels Àngels                                    | BRL           | S.XVI-XVII (1580-1623); S.XVIII (1727) campanar            | Sant Mateu Paratge de l'Ermita dels Àngels, partida del Boverot                        | 40° 27′ 24″ N, 0° 12′ 07″ E / 40.456561°N,0.202011°E | 12.03.100-003 | Santuari de la Mare de Déu dels Àngels (Sant Mateu) · Vegeu més fotos d'aquest monument · Carregueu una nova foto d'aquest monument               |
| Església de Sant Pere                                                     | BRL           | Arquitectura medieval S.XIII; S.XVIII façana               | Sant Mateu Pla de Sant Pere                                                            | 40° 27′ 54″ N, 0° 10′ 41″ E / 40.464889°N,0.177917°E | 12.03.100-007 | Església de Sant Pere (Sant Mateu) · Vegeu més fotos d'aquest monument · Carregueu una nova foto d'aquest monument                                |
| Convent de Sant Domènec o Campanar de les Llàstimes, Torre dels Dominics  | BRL           | Barroc S.XIV convent; S.XVIII torre                        | Sant Mateu Pl. de Sant Domènec                                                         | 40° 27′ 57″ N, 0° 10′ 54″ E / 40.465942°N,0.181767°E | 12.03.100-008 | Convent de Sant Domènec (Sant Mateu) · Vegeu més fotos d'aquest monument · Carregueu una nova foto d'aquest monument                              |
| Ajuntament                                                                | BRL           | Gòtic S.XV                                                 | Sant Mateu C. Historiador Betí, 4                                                      | 40° 27′ 55″ N, 0° 10′ 47″ E / 40.465403°N,0.179781°E | 12.03.100-009 | Ajuntament (Sant Mateu) · Vegeu més fotos d'aquest monument · Carregueu una nova foto d'aquest monument                                           |
| Palau Borrull, o Casa dels Borrull                                        | BRL           | Gòtic S.XV                                                 | Sant Mateu C. Historiador Betí, 10                                                     | 40° 27′ 58″ N, 0° 10′ 47″ E / 40.466074°N,0.179794°E | 12.03.100-010 | Palau Borrull (Sant Mateu) · Vegeu més fotos d'aquest monument · Carregueu una nova foto d'aquest monument                                        |
| Forn gòtic                                                                | BRL etnològic | Gòtic S.XV                                                 | Sant Mateu C. Historiador Betí, 13                                                     | 40° 27′ 58″ N, 0° 10′ 47″ E / 40.466111°N,0.179722°E | 12.03.100-011 | Forn gòtic (Sant Mateu) · Vegeu més fotos d'aquest monument · Carregueu una nova foto d'aquest monument                                           |
| Palau del Marqués de Villores, o Palau Villores                           | BRL           | Renaixement S.XVI                                          | Sant Mateu C. València, 17                                                             | 40° 27′ 54″ N, 0° 10′ 47″ E / 40.4649°N,0.1797°E     | 12.03.100-012 | Palau del Marqués de Villores (Sant Mateu) · Vegeu més fotos d'aquest monument · Carregueu una nova foto d'aquest monument                        |
| Casa Abadia                                                               | BRL           | S.XIV; S. XVII                                             | Sant Mateu C. Sant Bernat, 1-3                                                         | 40° 27′ 55″ N, 0° 10′ 49″ E / 40.465244°N,0.180227°E | 12.03.100-015 | Casa Abadia (Sant Mateu) · Modifica el valor a Wikidata · Carregueu una nova foto d'aquest monument                                               |
| Ermita de Sant Cristòfol                                                  | BRL           | S.XIV                                                      | Sant Mateu                                                                             | 40° 27′ 06″ N, 0° 12′ 12″ E / 40.451650°N,0.203204°E | 12.03.100-016 | Ermita de Sant Cristòfol (Sant Mateu) · Vegeu més fotos d'aquest monument · Carregueu una nova foto d'aquest monument                             |
| Plaça Major o de l'Àngel                                                  | BRL           | S.XIII                                                     | Sant Mateu Pl. Major                                                                   | 40° 27′ 56″ N, 0° 10′ 48″ E / 40.465505°N,0.179963°E | 12.03.100-017 | Plaça Major (Sant Mateu) · Vegeu més fotos d'aquest monument · Carregueu una nova foto d'aquest monument                                          |
| Palau dels Mestres de Montesa                                             | BRL           | S. XIV al S. XVI                                           | Sant Mateu C. Palau dels Mestres de Montesa                                            | 40° 27′ 58″ N, 0° 10′ 46″ E / 40.466083°N,0.179511°E | 12.03.100-018 | Carregueu una nova foto d'aquest monument |
| Font de la Mare de Déu                                                    | BRL etnològic | Gòtic S.XIV; S.XVII                                        | Sant Mateu Pl. de la Font de la Mare de Déu                                            | 40° 27′ 59″ N, 0° 10′ 41″ E / 40.466389°N,0.178056°E | 12.03.100-019 | Font de la Mare de Déu (Sant Mateu) · Vegeu més fotos d'aquest monument · Carregueu una nova foto d'aquest monument                               |

## Sant Rafel del Riu
| Monument                          | Prot.? | Estil/època | Localització                            | Coordenades                                          | Codi?         | Imatge |
| --------------------------------- | ------ | ----------- | --------------------------------------- | ---------------------------------------------------- | ------------- | --- |
| Església parroquial de Sant Rafel | BRL    |             | Sant Rafel del Riu Pl. de l'Església, 4 | 40° 36′ 26″ N, 0° 20′ 56″ E / 40.607194°N,0.348769°E | 12.03.101-001 | Església parroquial de Sant Rafel (Sant Rafel del Riu) · Vegeu més fotos d'aquest monument · Carregueu una nova foto d'aquest monument |

## Santa Magdalena de Polpís
| Monument                               | Prot.? | Estil/època                                   | Localització                                   | Coordenades                                          | Codi?         | Imatge |
| -------------------------------------- | ------ | --------------------------------------------- | ---------------------------------------------- | ---------------------------------------------------- | ------------- | --- |
| Torre de San Millán                    | BIC    | S.XIX. Torre de telegrafia òptica             | Santa Magdalena de Polpís Talaies d'Alcalà     | 40° 22′ 09″ N, 0° 18′ 27″ E / 40.36913°N,0.307579°E  | RI-51-0010719 | Torre de San Millán (Santa Magdalena de Polpís) · Vegeu més fotos d'aquest monument · Carregueu una nova foto d'aquest monument                    |
| Castell de Polpís                      | BIC    | Arquitectura Islàmica - Arquitectura medieval | Santa Magdalena de Polpís Serra d'Irta         | 40° 21′ 09″ N, 0° 19′ 21″ E / 40.352389°N,0.322389°E | RI-51-0010720 | Castell de Polpís (Santa Magdalena de Polpís) · Vegeu més fotos d'aquest monument · Carregueu una nova foto d'aquest monument                      |
| Església parroquial de Santa Magdalena | BRL    |                                               | Santa Magdalena de Polpís Pl. de l'Església, 5 | 40° 21′ 21″ N, 0° 18′ 10″ E / 40.355861°N,0.302844°E | 12.03.102-002 | Església parroquial de Santa Magdalena (Santa Magdalena de Polpís) · Vegeu més fotos d'aquest monument · Carregueu una nova foto d'aquest monument |

## Traiguera
| Monument                                                             | Prot.? | Estil/època         | Localització                | Coordenades                                          | Codi?         | Imatge |
| -------------------------------------------------------------------- | ------ | ------------------- | --------------------------- | ---------------------------------------------------- | ------------- | --- |
| Reial Santuari de la Mare de Déu de la Font de la Salut de Traiguera | BIC    | Gòtic - Renaixement | Traiguera Serra d'en Menor  | 40° 30′ 13″ N, 0° 18′ 04″ E / 40.5035°N,0.301°E      | RI-51-0011580 | Reial Santuari de la Mare de Déu de la Font de la Salut (Traiguera) · Vegeu més fotos d'aquest monument · Carregueu una nova foto d'aquest monument            |
| Recinte emmurallat medieval de Traiguera                             | BIC    |                     | Traiguera Al nucli urbà     | 40° 31′ 35″ N, 0° 17′ 26″ E / 40.526408°N,0.290601°E | RI-51-0011155 | Recinte emmurallat medieval i ampliació del baluard del segle xvii (Traiguera) · Vegeu més fotos d'aquest monument · Carregueu una nova foto d'aquest monument |
| Església parroquial de l'Assumpció                                   | BRL    |                     | Traiguera Pl. de l'Església | 40° 31′ 33″ N, 0° 17′ 27″ E / 40.525811°N,0.290875°E | 12.03.121-001 | Església parroquial de l'Assumpció (Traiguera) · Vegeu més fotos d'aquest monument · Carregueu una nova foto d'aquest monument                                 |

## Vinaròs
| Monument                                                                                             | Prot.?        | Estil/època                                              | Localització                                             | Coordenades                                          | Codi?         | Imatge |
| --- | ------------- | -------------------------------------------------------- | -------------------------------------------------------- | ---------------------------------------------------- | ------------- | --- |
| Església parroquial de l'Assumpció                                                                   | BIC           | Renaixement - Barroc                                     | Vinaròs Pl. de l'Església                                | 40° 28′ 15″ N, 0° 28′ 30″ E / 40.470833°N,0.475°E    | RI-51-0004296 | Església parroquial de l'Assumpció (Vinaròs) · Vegeu més fotos d'aquest monument · Carregueu una nova foto d'aquest monument                               |
| Torre dels Moros, Torre del Moro                                                                     | BIC           | Arquitectura islàmica - Arquitectura medieval            | Vinaròs Puig de la Misericòrdia                          | 40° 30′ 17″ N, 0° 25′ 53″ E / 40.504652°N,0.431492°E | RI-51-0010763 | Torre dels Moros (Vinaròs) · Vegeu més fotos d'aquest monument · Carregueu una nova foto d'aquest monument                                                 |
| Torre de Sòl de Riu                                                                                  | BIC           | Arquitectura medieval                                    | Vinaròs Vora el riu de la Sénia                          | 40° 31′ 23″ N, 0° 30′ 37″ E / 40.523055°N,0.510313°E | RI-51-0010755 | Torre de Sòl de Riu (Vinaròs) · Vegeu més fotos d'aquest monument · Carregueu una nova foto d'aquest monument                                              |
| Muralles de Vinaròs                                                                                  | BIC           |                                                          | Vinaròs                                                  | 40° 28′ 10″ N, 0° 28′ 16″ E / 40.469431°N,0.471051°E | 12.03.138-036 | Muralles de Vinaròs · Vegeu més fotos d'aquest monument · Carregueu una nova foto d'aquest monument                                                        |
| Antiga església parroquial de Sant Agustí bisbe, actual Auditori Municipal Wenceslao Ayguals de Izco | BRL           | Barroc, rococó S.XVII; S.XVIII                           | Vinaròs Pl. Sant Agustí, 17                              | 40° 28′ 12″ N, 0° 28′ 36″ E / 40.470125°N,0.476716°E | 12.03.138-001 | Antiga església parroquial de Sant Agustí bisbe (Vinaròs) · Vegeu més fotos d'aquest monument · Carregueu una nova foto d'aquest monument                  |
| Santuari o Ermita de la Mare de Déu de la Misericòrdia i de Sant Sebastià                            | BRL           | S.XV; S.XVII reedificació; S.XVIII (1715-1721) ampliació | Vinaròs Cim del Puig de la Misericòrdia                  | 40° 30′ 24″ N, 0° 25′ 53″ E / 40.506675°N,0.431444°E | 12.03.138-003 | Santuari de la Mare de Déu de la Misericòrdia i de Sant Sebastià (Vinaròs) · Vegeu més fotos d'aquest monument · Carregueu una nova foto d'aquest monument |
| Ermita de Sant Gregori                                                                               | BRL           | S.XVIII (1780)                                           | Vinaròs Camí del Cementiri                               | 40° 28′ 53″ N, 0° 27′ 48″ E / 40.481506°N,0.4632°E   | 12.03.138-006 | Ermita de Sant Gregori (Vinaròs) · Vegeu més fotos d'aquest monument · Carregueu una nova foto d'aquest monument                                           |
| Palau d'Ayguals                                                                                      | BRL           | S.XVII                                                   | Vinaròs C. Àngel, 43                                     | 40° 28′ 15″ N, 0° 28′ 39″ E / 40.470828°N,0.477624°E | 12.03.138-012 | Palau d'Ayguals (Vinaròs) · Vegeu més fotos d'aquest monument · Carregueu una nova foto d'aquest monument                                                  |
| Casa dels Membrillera, o Casa dels Coronels                                                          | BRL           | S.XVIII (1780-1790)                                      | Vinaròs C. Socors, 64                                    | 40° 28′ 09″ N, 0° 28′ 31″ E / 40.469274°N,0.475298°E | 12.03.138-014 | Casa dels Membrillera (Vinaròs) · Vegeu més fotos d'aquest monument · Carregueu una nova foto d'aquest monument                                            |
| Torre Ballester                                                                                      | BRL           | S.XX                                                     | Vinaròs                                                  | 40° 28′ 05″ N, 0° 28′ 24″ E / 40.468155°N,0.473393°E | 12.03.138-015 | Torre Ballester (Vinaròs) · Vegeu més fotos d'aquest monument · Carregueu una nova foto d'aquest monument                                                  |
| Mercat Municipal de Vinaròs                                                                          | BRL           | S.XX                                                     | Vinaròs Pl. de Sant Agustí                               | 40° 28′ 13″ N, 0° 28′ 37″ E / 40.470155°N,0.476929°E | 12.03.138-016 | Mercat Municipal (Vinaròs) · Vegeu més fotos d'aquest monument · Carregueu una nova foto d'aquest monument                                                 |
| Plaça de Bous                                                                                        | BRL           |                                                          | Vinaròs Av. Pablo Béjar                                  | 40° 27′ 51″ N, 0° 28′ 16″ E / 40.464164°N,0.471135°E | 12.03.138-017 | Plaça de Bous (Vinaròs) · Vegeu més fotos d'aquest monument · Carregueu una nova foto d'aquest monument                                                    |
| Molí de Noguera                                                                                      | BRL etnològic |                                                          | Vinaròs Ctra. Vinaròs - Ulldecona, km 11                 | 40° 34′ 25″ N, 0° 26′ 15″ E / 40.573611°N,0.4375°E   | 12.03.138-018 | Carregueu una nova foto d'aquest monument |
| Xemeneies fabrils                                                                                    | BRL           |                                                          | Vinaròs                                                  | 40° 27′ 54″ N, 0° 28′ 12″ E / 40.464949°N,0.470034°E | 12.03.138-019 | Xemeneies fabrils (Vinaròs) · Vegeu més fotos d'aquest monument · Carregueu una nova foto d'aquest monument                                                |
| Antic convent de Sant Francesc                                                                       | BRL           |                                                          | Vinaròs C. Sant Francesc, 40                             | 40° 28′ 11″ N, 0° 28′ 20″ E / 40.469761°N,0.472302°E | 12.03.138-026 | Antic convent de Sant Francesc (Vinaròs) · Vegeu més fotos d'aquest monument · Carregueu una nova foto d'aquest monument                                   |
| Casa Mas de Mon                                                                                      | BRL           |                                                          | Vinaròs Camí Fondo del Carreró - caminàs de Sant Gregori | 40° 28′ 36″ N, 0° 27′ 44″ E / 40.47653°N,0.46225°E   | 12.03.138-027 | Carregueu una nova foto d'aquest monument |
| Barranc Aigua Oliva                                                                                  | BRL etnològic |                                                          | Vinaròs                                                  | 40° 26′ 53″ N, 0° 26′ 46″ E / 40.448153°N,0.446127°E | 12.03.138-028 | Barranc Aigua Oliva (Vinaròs) · Vegeu més fotos d'aquest monument · Carregueu una nova foto d'aquest monument                                              |
| Barranc de la Barbiguera                                                                             | BRL etnològic |                                                          | Vinaròs                                                  | 40° 29′ 35″ N, 0° 29′ 40″ E / 40.493056°N,0.494444°E | 12.03.138-029 | Barranc de la Barbiguera (Vinaròs) · Vegeu més fotos d'aquest monument · Carregueu una nova foto d'aquest monument                                         |
| Desembocadura del riu de la Sénia                                                                    | BRL           |                                                          | Vinaròs                                                  | 40° 31′ 23″ N, 0° 30′ 51″ E / 40.523076°N,0.514223°E | 12.03.138-030 | Desembocadura del riu de la Sénia (Vinaròs) · Vegeu més fotos d'aquest monument · Carregueu una nova foto d'aquest monument                                |
| Port de Vinaròs                                                                                      | BRL           |                                                          | Vinaròs                                                  | 40° 27′ 55″ N, 0° 28′ 30″ E / 40.465272°N,0.474871°E | 12.03.138-031 | Port de Vinaròs · Vegeu més fotos d'aquest monument · Carregueu una nova foto d'aquest monument                                                            |
| Monestir de les Clarisses de la Divina Providència                                                   | BRL           | S.XIX (1878)                                             | Vinaròs C. Convent, 10                                   | 40° 28′ 23″ N, 0° 28′ 34″ E / 40.473122°N,0.476180°E | 12.03.138-034 | Monestir de les Clarisses de la Divina Providència (Vinaròs) · Vegeu més fotos d'aquest monument · Carregueu una nova foto d'aquest monument               |

## Xert
| Monument                                       | Prot.? | Estil/època                        | Localització                 | Coordenades                                          | Codi?         | Imatge |
| ---------------------------------------------- | ------ | ---------------------------------- | ---------------------------- | ---------------------------------------------------- | ------------- | --- |
| Torre Comaro o dels Pepos                      | BIC    |                                    | Xert Rambla de Cervera       | 40° 30′ 40″ N, 0° 06′ 22″ E / 40.511156°N,0.106125°E | RI-51-0012342 | Carregueu una nova foto d'aquest monument                                                                                             |
| Torre el Molinar                               | BIC    |                                    | Xert Prop de la ctra. CN-232 | 40° 31′ 08″ N, 0° 07′ 11″ E / 40.518786°N,0.119858°E | 12.03.052-003 | Torre el Molinar (Xert) · Vegeu més fotos d'aquest monument · Carregueu una nova foto d'aquest monument                               |
| Torre de Sant Marc                             | BIC    |                                    | Xert La Barcella             | 40° 33′ 09″ N, 0° 09′ 06″ E / 40.552598°N,0.15178°E  | 12.03.052-004 | Torre de Sant Marc (Xert) · Vegeu més fotos d'aquest monument · Carregueu una nova foto d'aquest monument                             |
| Torre d'en Roig                                | BIC    |                                    | Xert                         | 40° 30′ 40″ N, 0° 06′ 54″ E / 40.511011°N,0.115043°E | 12.03.052-006 | Carregueu una nova foto d'aquest monument                                                                                             |
| Recinte murat de Xert                          | BIC    |                                    | Xert                         | 40° 31′ 17″ N, 0° 09′ 28″ E / 40.521262°N,0.157735°E | 12.03.052-008 | Carregueu una nova foto d'aquest monument                                                                                             |
| Mola Murada                                    | BIC    |                                    | Xert                         | 40° 32′ 42″ N, 0° 10′ 19″ E / 40.544994°N,0.172033°E | 12.03.052-009 | Mola Murada (Xert) · Vegeu més fotos d'aquest monument · Carregueu una nova foto d'aquest monument                                    |
| Castell de Xert                                | BIC    |                                    | Xert                         | 40° 31′ 17″ N, 0° 09′ 22″ E / 40.521333°N,0.156°E    | 12.03.052-019 | Carregueu una nova foto d'aquest monument                                                                                             |
| Ermita de Sant Pere i Sant Marc de la Barcella | BRL    | S.XVI; S.XVIII (1770-1779) reforma | Xert Paratge de la Barcella  | 40° 33′ 09″ N, 0° 09′ 05″ E / 40.5525°N,0.1515°E     | 12.03.052-001 | Ermita de Sant Pere i Sant Marc de la Barcella (Xert) · Vegeu més fotos d'aquest monument · Carregueu una nova foto d'aquest monument |
| Antiga església parroquial de l'Assumpció      | BRL    |                                    | Xert                         | 40° 31′ 17″ N, 0° 09′ 22″ E / 40.521333°N,0.156°E    | 12.03.052-007 | Antiga església parroquial de l'Assumpció (Xert) · Vegeu més fotos d'aquest monument · Carregueu una nova foto d'aquest monument      |